# Cuthheard
Cuthheard ou Cutheard est un prélat anglo-saxon du début du Xe siècle. Il est évêque de Chester-le-Street (Lindisfarne) de 899 à sa mort, survenue vers 915.

## Biographie
Son prédécesseur Eardwulf s'étant établi à Chester-le-Street, Cuthheard est le deuxième évêque de Lindisfarne à administrer son diocèse depuis ce lieu. La Historia de sancto Cuthberto rapporte qu'il fait l'acquisition du domaine de Bedlington pour son évêché. Cette région reste par la suite aux mains des évêques de Durham, formant une exclave du comté palatin de Durham appelée « Bedlingtonshire ».
Cuthheard accueille auprès de lui Tilred, dernier abbé du monastère de Heversham en Cumbria, qui lui succède sur le trône épiscopal à sa mort, survenue vers 915.